# Pimoa jellisoni
Espèce
Synonymes
- Labulla jellisoni Gertsch & Ivie, 1936

Pimoa jellisoni est une espèce d'araignées aranéomorphes de la famille des Pimoidae.

## Distribution
Cette espèce est endémique des États-Unis. Elle se rencontre en Idaho, dans l'Est de l'Washington et dans l'Ouest du Montana.

## Description
Le mâle décrit par Hormiga en 1994 mesure 8,6 mm et la femelle 8,8 mm.

## Étymologie
Cette espèce est nommée en l'honneur de William L. Jellison.

## Publication originale
- Gertsch & Ivie, 1936 : Descriptions of new American spiders. American Museum novitates, no 858, p. 1-25 (texte intégral).